# أوسامو ياماجي
أوسامو ياماجي (باليابانية: 山路 修) (31 أغسطس 1929 في هيوغو في اليابان – )؛ هو لاعب كرة قدم ياباني سابق كان يلعب كمدافع. سبق له أن لعب مع منتخب اليابان.

## وصلات خارجية
- أوسامو ياماجي على موقع ناشيونال فوتبول تيمز (الإنجليزية)

- National Football Teams
- Japan National Football Team Database